# Copris erratus
Copris erratus är en skalbaggsart som beskrevs av Lansberge 1886. Copris erratus ingår i släktet Copris och familjen bladhorningar. Utöver nominatformen finns också underarten C. e. masayukii.